# 죽염

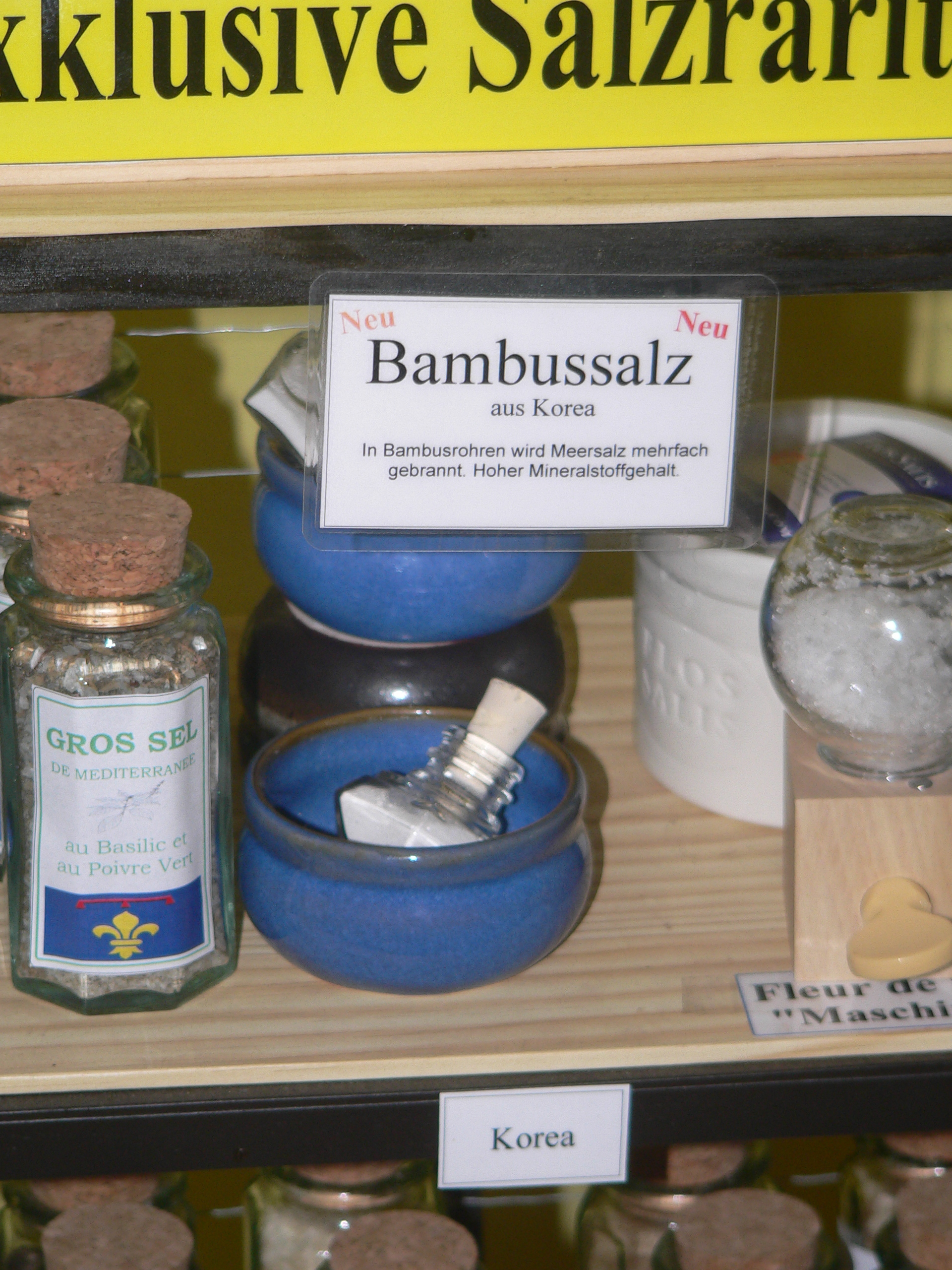

죽염(竹鹽, 영어: bamboo salt)은 대나무 통 속에 천일염을 넣고 황토로 입구를 막은 뒤 소나무 장작불로 가마에서 아홉 번을 반복하여 구워내는, 대한민국의 제조법으로 만들어진 가공 소금의 명칭이다.

## 유래
죽염의 최초 유래에 대해서는 이견이 있다. 단군시대부터 존재하던 비방이라는 설과 변산의 부사의방(不思義房)에서 진표율사가 전수해준 불가의 비법이라는 설이 있다. 그러나 죽염 제법을 보급하여 대중화 시킨 것은 인산(仁山) 김일훈(金一勳, 1909~1992)이므로, 그가 죽염 제법을 처음으로 발명하였다는 설이 가장 널리 알려져 있다.

## 논란

### 죽염 파동
소금을 굽는 제조과정에서 불완전 연소할 경우 다이옥신등의 유해물질이 발생할 수 있다고 알려져 있다.
이로 인해 2002년에는, 식약청의 조사결과로 일부 회사의 죽염에서 기준치 이상의 다이옥신이 함유된것이 밝혀져, 다이옥신이 검출되지 않거나 기준치 미만으로 검출된 다른 죽염 업체들까지 매출이 급감하는 '죽염 파동'이 발생했다.
이후, 식약청은 죽염과 구운소금에 대해 '위해 우려 수준 다이옥신 잔류량'을 골자로 하는 '죽염 및 구운소금 안전관리대책'을 발표하였으며, 죽염 제조업체에는 허용되는 다이옥신 잔류량의 수준이 제시되었다.

## 참고
1. 1 2 3 4  죽염 보관됨 2013-12-13 - 웨이백 머신, 《한국민족문화대백과사전》
2. ↑  발암물질 다량 검출 … 죽염.구운소금서 "이럴수가…", 《한국경제》, 2002.8.8
3. ↑  죽염업체들 줄도산 위기 … 다이옥신 검출발표로 매출 급감, 《한국경제》, 2002.8.15
4. ↑  본보 독자인권위 7차회의 '죽염 파동' 논의, 《동아일보》, 2002.9.12
5. ↑  죽염·구운소금에 다이옥신 일정량 넘으면 販禁, 《매일경제》, 2002.8.19